# Tutti pazzi per RDS
Tutti pazzi per RDS è una compilation, formata da due cd composti da brani e gag, pubblicata il 17 gennaio 2012 per la Columbia Records. La compilation debutta all'ottava posizione della classifica FIMI; mantiene la top 30 per circa un mese.

## Tracce

### CD 1
1. Intro - 0:20
2. Katy Perry - Last Friday Night (T.G.I.F.) - 3:48
3. Ben l'Oncle Soul - Seven Nation Army - 2:50
4. Renato Zero chiama l'amico Michele Zarrillo per cantare insieme il suo nuovo singolo - 3:33
5. Caro Emerald - Stuck - 4:23
6. Adele - Rolling in the Deep - 3:40
7. Il notaio Fotticchia chiama uno studio notarile e raccomanda il figlio appena laureato - 3:29
8. David Guetta feat. Usher - Without You - 3:27
9. Due di Picche - Fare a meno di te - 4:08
10. Salvatore l'esattore e la signora che sospetta la truffa della bolletta salata - 3:29
11. Michael Franti & Spearhead - The Sound of Sunshine - 3:39
12. Mads Langer - You're Not Alone - 2:59
13. Salvo Sottile e i suoi misteri "misteriosevoli" - 3:21
14. Eliza Doolittle - Pack Up - 3:09
15. Noemi - Vuoto a perdere - 4:02
16. Malgioglio e la sua scuola di ballo che fa concorrenza a quella di Rossella Brescia - 3:43

### CD 2
1. Intro - 0:20
2. Maroon 5 feat. Christina Aguilera - Moves like Jagger - 3:22
3. Cătălin Josan - Don't Wanna Miss You - 2:59
4. Christian De Sica chiama Michelle Hunziker e le propone un film di Natale farlocco - 2:54
5. Lady Gaga - The Edge of Glory - 4:12
6. Hooverphonic - Anger Never Dies - 3:21
7. Giuliano Sangiorgi e la sua canzone sulla manovra del governo - 3:20
8. Aloe Blacc - I Need a Dollar - 3:59
9. Hurts - Sunday - 3:45
10. L'avvocato Fotticchia chiama uno studio legale e lascia una richiesta d'assunzione alla segretaria del titolare - 3:55
11. Jessie J - Price Tag - 3:08
12. Maria Gadú - Shimbalaiê - 3:10
13. Cassano e l'ex premier porta sfiga - 3:09
14. Fitz and The Tantrums - MoneyGrabber - 3:04
15. Giorgia - È l'amore che conta - 3:12
16. Salvatore l'esattore e il signore che rompe un piatto eseguendo gli ordini della voce guida - 4:41

## Classifica italiana
| Classifica | Posizione più alta |
| ---------- | ------------------ |
| Italia     | 8                  |